# Liste der Bodendenkmale in Eggermühlen
In der Liste der Bodendenkmale in Eggermühlen sind die Bodendenkmale der niedersächsischen Gemeinde Eggermühlen aufgeführt. Die Quelle ist der Denkmalatlas Niedersachsen.
- Bitte beachten Sie, dass diese Liste keinen Anspruch auf Vollständigkeit erhebt.
- Die Angaben ersetzen nicht die rechtsverbindliche Auskunft der zuständigen Denkmalschutzbehörde.
- Es sind nur Daten aus dem Denkmalatlas verarbeitet.
- Der Stand der Liste ist der 14. Mai 2025.

Eggermühlen im Landkreis Osnabrück

## Allgemein
In den Spalten finden sich folgende Informationen des Bodendenkmales:
| Lage         | geographische Koordinaten                                                           |
| Bezeichnung  | Bezeichnung lt. Denkmalatlas                                                        |
| Beschreibung | Beschreibung lt. Denkmalatlas                                                       |
| ID           | Objekt-ID                                                                           |
| Bild         | Bild, ggf. zusätzlich mit Link zu weiteren Fotos im Medienarchiv Wikimedia Commons. |

## Basum
| Lage                        | Bezeichnung               | Beschreibung | ID       | Bild |
| --------------------------- | ------------------------- | --- | -------- | ---- |
| 52° 34′ 50″ N, 7° 49′ 1″ O  | Basum 1, Grabhügel        | Durchmesser ca. 13 m und Höhe ca. 1,5 m. Rund. Rand abgesetzt. W-Rand durch Rodungswall angeschüttet. | 28948912 | BW   |
| 52° 34′ 51″ N, 7° 49′ 1″ O  | Basum 2, Grabhügel        | Durchmesser ca. 6 m und Höhe ca. 0,4 m. Rund. Abgeflachte Kuppe. | 28949008 | BW   |
| 52° 34′ 51″ N, 7° 49′ 1″ O  | Basum 3, Grabhügel        | Durchmesser ca. 12 m und Höhe ca. 0,6 m. Rund. Flache Oberflächenmulde. | 28949009 | BW   |
| 52° 34′ 53″ N, 7° 49′ 1″ O  | Basum 4, Grabhügel        | Durchmesser ca. 15 m und Höhe ca. 1,2 m. Rund. Gestört durch tiefe Pflugspuren. Flache Mulde im Zentrum. | 28949010 | BW   |
| 52° 34′ 54″ N, 7° 49′ 1″ O  | Basum 5, Grabhügel        | Durchmesser ca. 15 m und Höhe ca. 1,7 m. Rund. Rand abgesetzt. Tiefe Pflugspuren. | 28949011 | BW   |
| 52° 34′ 54″ N, 7° 49′ 4″ O  | Basum 6, Grabhügel        | Durchmesser ca. 20 m und Höhe ca. 1,7 m. Rund. Rand schwach abgesetzt. N-Hälfte durch Tiefpflug weitgehend zerstört. | 28949012 | BW   |
| 52° 34′ 56″ N, 7° 49′ 6″ O  | Basum 7, Grabhügel        | Durchmesser ca. 20 m und Höhe ca. 1,15 m. Rund. N-Hälfte zerstört durch Wiederaufforstung, S-Hälfte gut erhalten. Rand schwach abgesetzt. | 28949013 | BW   |
| 52° 34′ 46″ N, 7° 48′ 59″ O | Basum 8, Grabhügel        | Durchmesser ca. 19 m und Höhe ca. 1,8 m. Rund. Rand abgesetzt. | 28949014 | BW   |
| 52° 34′ 45″ N, 7° 48′ 58″ O | Basum 9, Grabhügel        | Durchmesser ca. 17 m und Höhe ca. 1,5 m. Rund. Rand abgesetzt. | 28949017 | BW   |
| 52° 34′ 43″ N, 7° 48′ 57″ O | Basum 10, Grabhügel       | Durchmesser ca. 14 m und Höhe ca. 1,2 m. Rund. Pflugspuren. | 28949016 | BW   |
| 52° 35′ 3″ N, 7° 49′ 2″ O   | Basum 12, Grabhügel       | Durchmesser ca. 14 m und Höhe ca. 1,2 m. Rund. Rand flach auslaufend. | 28949015 | BW   |
| 52° 33′ 7″ N, 7° 47′ 12″ O  | Basum 15, Grabhügel       | Durchmesser ca. 15 m und Höhe ca. 0,6 m. Rund. Mehrere flache Mulden. | 28949020 | BW   |
| 52° 34′ 55″ N, 7° 49′ 1″ O  | Basum 19, Grabhügel       | Über Zustand und Maße ist nichts bekannt. | 28949019 | BW   |
| 52° 33′ 58″ N, 7° 49′ 2″ O  | Basum 23, Eiskeller       | Durchmesser ca. 13 m und Höhe ca. 1,5 m. Vermutlich überhügelter gemauerter Gewölbekeller. Wahrscheinlich zum Gut Eggermühlen gehörig. Annähernd rechteckige mit abgeflachter Kuppe und relativ steil geböschten Hangflächen. In der Kuppe eine flache Einkuhlung. | 28949018 | BW   |
| 52° 33′ 53″ N, 7° 48′ 54″ O | Basum 25, Gut Eggermühlen | Schloss mit einfachem, gut erhaltenem Graftsystem. Graft-Br. ca. 10 – 15 m, wasserführend. Direkt östl. ein größerer künstlicher Teich. Die Wasserversorgung der Schlossgraft erfolgte durch die Egger. Die Egger ist südwestl. des Schlossbereiches künstlich durch einen Erddamm kanalisiert und wird direkt südöstl. des Schlosses vorbeigeleitet. Auch der Teich ist zur Niederung hin durch einen ca. 2 m hohen Erddamm gestaut. Der heutige Gebäudekomplex stammt aus der Zeit zwischen 1666 (nördl. Seitenflügel) und 1869 (Neubau der Kapelle). Der Gutsbereich ist im N und NO durch eine ca. 2,5 m hohe Steinmauer eingefriedet, im S und SO durch die Egger und den Teich begrenzt. Spätes Mittelalter, frühe Neuzeit. | 28956940 |      |

## Besten
| Lage                        | Bezeichnung          | Beschreibung                                                                                            | ID       | Bild |
| --------------------------- | -------------------- | --- | -------- | ---- |
| 52° 33′ 16″ N, 7° 47′ 45″ O | Besten 2, Grabhügel  | | 28949261 | BW   |
| 52° 32′ 55″ N, 7° 47′ 48″ O | Besten 3, Grabhügel  | Durchmesser ca. 20 m und Höhe ca. 1 m. Rund. Rand nicht abgesetzt.                                      | 28949260 | BW   |
| 52° 32′ 36″ N, 7° 49′ 18″ O | Besten 4, Grabhügel  | Durchmesser ca. 15 m und Höhe ca. 0,5 m. Rund. Rand flach auslaufend.                                   | 28949259 | BW   |
| 52° 32′ 20″ N, 7° 47′ 41″ O | Besten 11, Grabhügel | Durchmesser ca. 20 m und Höhe ca. 1,7 m. Rund. Rand abgesetzt, SW-Seite durch Einkuhlung angeschnitten. | 28949258 | BW   |
| 52° 32′ 20″ N, 7° 47′ 43″ O | Besten 12, Grabhügel | Durchmesser ca. 12 m und Höhe ca. 0,5 m. Rund.                                                          | 28949163 | BW   |

## Bockraden
| Lage                        | Bezeichnung                | Beschreibung                                                                                               | ID       | Bild           |
| --------------------------- | -------------------------- | --- | -------- | -------------- |
| 52° 35′ 14″ N, 7° 48′ 8″ O  | Bockraden 1, Großsteingrab | | 28949033 | Weitere Bilder |
| 52° 34′ 54″ N, 7° 48′ 23″ O | Bockraden 8, Grabhügel     | Durchmesser ca. 13 m und Höhe ca. 0,6 m. Fast rund. Rand auslaufend.                                       | 28949027 | BW             |
| 52° 34′ 48″ N, 7° 48′ 15″ O | Bockraden 9, Grabhügel     | Durchmesser ca. 23 m und Höhe ca. 1,7 m. Rand abgesetzt. Abgeflachte, nach SO geneigte Kuppe.              | 28949026 | BW             |
| 52° 34′ 36″ N, 7° 47′ 37″ O | Bockraden 10, Grabhügel    | Durchmesser ca. 18 m und Höhe ca. 1,5 m. Rund. Abgeflachte Kuppe, Rand abgesetzt. Reitweg in N-S-Richtung. | 28949025 | BW             |
| 52° 35′ 5″ N, 7° 47′ 28″ O  | Bockraden 11, Grabhügel    | Durchmesser ca. 23 m und Höhe ca. 2 m. Rund. Rand gut abgesetzt. Kuppenmulde 5 × 5 m, Tierbaue.            | 28949024 | BW             |
| 52° 34′ 49″ N, 7° 48′ 14″ O | Bockraden 13, Grabhügel    | Durchmesser ca. 10 m und Höhe ca. 0,6 m. Flache Kuppe, nach SO geneigt.                                    | 28949023 | BW             |
| 52° 34′ 49″ N, 7° 48′ 13″ O | Bockraden 14, Grabhügel    | Durchmesser ca. 9 m und Höhe ca. 0,5 m. Rund. Rand auslaufend.                                             | 28949022 | BW             |

## Döthen
| Lage                        | Bezeichnung          | Beschreibung | ID       | Bild |
| --------------------------- | -------------------- | --- | -------- | ---- |
| 52° 35′ 0″ N, 7° 47′ 9″ O   | Döthen 1, Grabhügel  | Durchmesser ca. 18 m und Höhe ca. 1,8 m. Fast rund. Rand im SW vom Acker leicht angeschnitten. Mehrere flache Mulden.      | 28949144 | BW   |
| 52° 35′ 1″ N, 7° 47′ 8″ O   | Döthen 2, Grabhügel  | Durchmesser ca. 10 m und Höhe ca. 0,8 m. Rund. Abgesetzter Rand, Tierbaue.                                                 | 28949143 | BW   |
| 52° 35′ 11″ N, 7° 47′ 22″ O | Döthen 3, Grabhügel  | Durchmesser ca. 18 m und Höhe ca. 1,6 m. Rund. Rand abgesetzt. Eingrabungen.                                               | 28949142 | BW   |
| 52° 35′ 9″ N, 7° 47′ 17″ O  | Döthen 4, Grabhügel  | Durchmesser ca. 10 m und Höhe ca. 0,5 m. Annähernd rund. Von tiefen Pflanzfurchen durchzogen.                              | 28949141 | BW   |
| 52° 35′ 9″ N, 7° 47′ 24″ O  | Döthen 5, Grabhügel  | Durchmesser ca. 11 m und Höhe ca. 0,8 m. Rund. Rand auslaufend. Überpflügt bei Wiederaufforstung.                          | 28949140 | BW   |
| 52° 35′ 8″ N, 7° 47′ 22″ O  | Döthen 6, Grabhügel  | Durchmesser ca. 18 m und Höhe ca. 1,8 m. Rund. Einkuhlung im Zentrum.                                                      | 28949139 | BW   |
| 52° 34′ 29″ N, 7° 46′ 50″ O | Döthen 10, Grabhügel | Durchmesser ca. 20 m und Höhe ca. 1,6 m. Rund. Rand gut abgesetzt. Tierbaue.                                               | 28949136 | BW   |
| 52° 34′ 28″ N, 7° 46′ 51″ O | Döthen 11, Grabhügel | Größe ca. 19 × 10 m und Höhe ca. 1,6 m. Oval (N-S orientiert). S-Bereich durch alte Fahrspuren und Erdarbeiten abgetragen. | 28949135 | BW   |
| 52° 34′ 28″ N, 7° 46′ 53″ O | Döthen 12, Grabhügel | Durchmesser ca. 15 m und Höhe ca. 1,8 m. Rund. Rand gut abgesetzt, Tierbaue.                                               | 28949134 | BW   |
| 52° 34′ 19″ N, 7° 46′ 40″ O | Döthen 16, Grabhügel | Durchmesser ca. 10 m und Höhe ca. 0,7 m. Ehemals rund. Nördl. Hälfte durch Straßenbau weggeschoben.                        | 28949133 | BW   |
| 52° 33′ 34″ N, 7° 45′ 40″ O | Döthen 19, Grabhügel | Durchmesser ca. 30 m und Höhe ca. 2 m. Rund. Rand auslaufend. Kuppenmulde, im O und W weitere Eingrabungen.                | 28949037 | BW   |
| 52° 35′ 4″ N, 7° 47′ 3″ O   | Döthen 26, Grabhügel | Durchmesser ca. 20 m und Höhe ca. 1,5 m. Unförmig. Westl. Hügelbereich durch größere Sandentnahme abgetragen.              | 28949035 | BW   |
| 52° 35′ 9″ N, 7° 47′ 18″ O  | Döthen 29, Grabhügel | Durchmesser ca. 12 m und Höhe ca. 0,8 m. Rund. Rand abgesetzt. Mulde im Zentrum, 2 × 2 m.                                  | 28949034 | BW   |

### Döthen 7
- ID: 28956955
- Grabhügelgruppe. Erhalten sind 5 Hügel, Dm. 6 – 17 m; H. 0,3 – 1,3 m.

| Lage                        | Bezeichnung | Beschreibung | ID       | Bild |
| --------------------------- | ----------- | --- | -------- | ---- |
| 52° 34′ 25″ N, 7° 46′ 36″ O | Döthen 7    | Durchmesser ca. 10 m und Höhe ca. 0,6 m. Rund. Rand schlecht abgesetzt. SO-Seite durch Rodungsarbeiten gestört. | 28949138 | BW   |
| 52° 34′ 24″ N, 7° 46′ 33″ O | Döthen 9    | Durchmesser ca. 17 m und Höhe ca. 1,3 m. Rund. Rand auslaufend.                                                 | 28949137 | BW   |
| 52° 34′ 25″ N, 7° 46′ 36″ O | Döthen 17   | Durchmesser ca. 8 m und Höhe ca. 0,5 m. Rund. Rand auslaufend. SO-Bereich durch Acker angeschnitten.            | 28949132 | BW   |
| 52° 34′ 25″ N, 7° 46′ 35″ O | Döthen 18   | Durchmesser ca. 6 m und Höhe ca. 0,3 m. Rund. Rand auslaufend.                                                  | 28949038 | BW   |
| 52° 34′ 25″ N, 7° 46′ 36″ O | Döthen 25   | Durchmesser ca. 6 m und Höhe ca. 0,5 m. Rund.                                                                   | 28949036 | BW   |